# Cunda
Cunda, également appelée Alibey, (en turc : Cunda Adası, Alibey Adası ; en grec, Εκατόνησα/Hekatonisa ou Μοσχονήσια/Moshonisia) est une petite île de Turquie, située dans le golfe d'Edremit (en) au nord-est de la mer Égée. Elle s'étend sur 23 km2 et se trouve au large de la côte d'Ayvalık de la province de Balıkesir. Elle est située 16 km à l'est de l'île grecque de Lesbos. La population était de 5 000 habitants en 2000, alors que près de 10 000 individus habitaient l'île au début du XXe siècle, presque tous Grecs.
Cunda est liée à Ayvalık par une chaussée. L'île possède une station balnéaire typique, et un réseau de transports pour rejoindre Ayvalık.
Un grand nombre de Grecs habitant sur l'île ont été tué en septembre 1922, contrairement à la population grecque d'Ayvalık qui a été expulsée, seules quelques familles ont survécu en s'enfuyant vers Lesbos. À la suite du traité de Lausanne en 1923, l'île a été habitée des musulmans de Crète, des turco-crétois et des habitants de Lesbos.
La baie de Poroselene au nord de l'île est probablement la plus belle vue de l'île. Pausanias le Périégète rapporte y avoir vu un dauphin apprivoisé par un garçon. D'autres sites intéressants à visiter sont les monastères abandonnés de Taksiarchis ta Tsamia, Agios Dimitris ta Selina, Agios Giorgis to Psifi et Agios Giannis o Prodromos.
L'église des Taxiarques (de), dédiée aux archanges Michel et Gabriel, fut construite en 1873, transformée en mosquée en 1927-1928, abandonnée en 1944 à la suite d'un séisme (en), puis restaurée de 2011 à 2015. C'est désormais un musée portant le nom de Rahmi Koç, dont la fondation a financé la restauration.

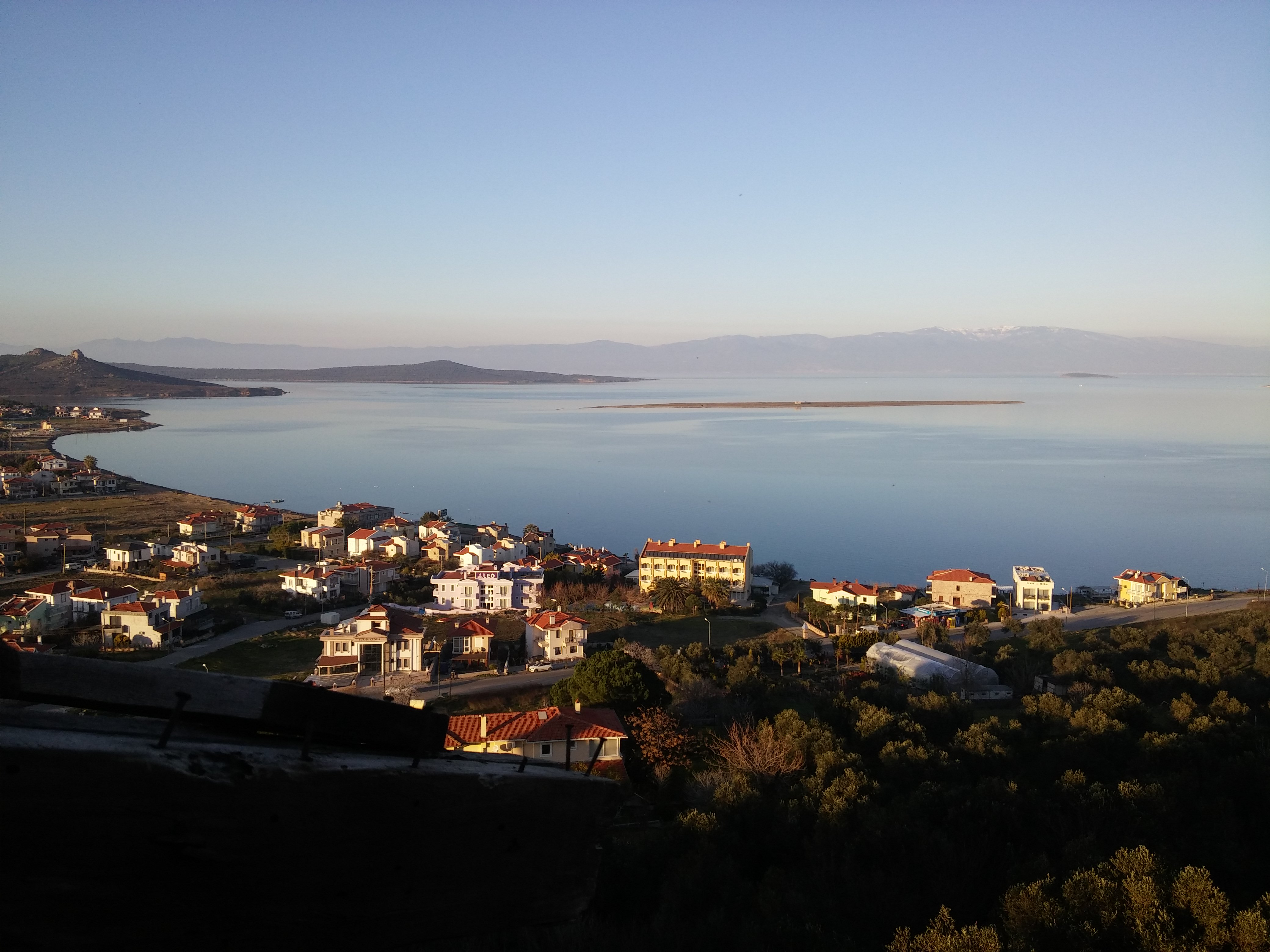
Vue depuis l'île
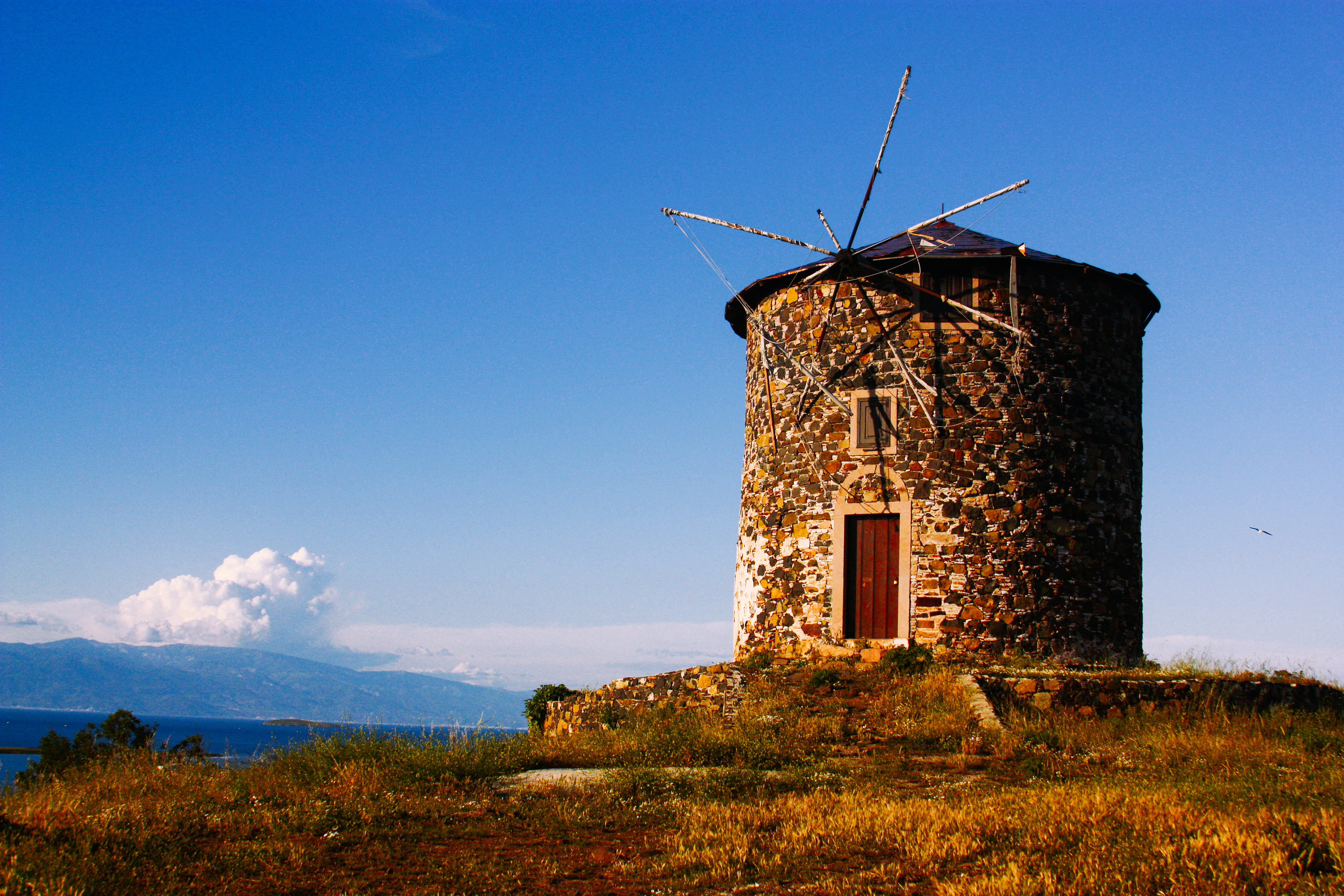
Ancien moulin
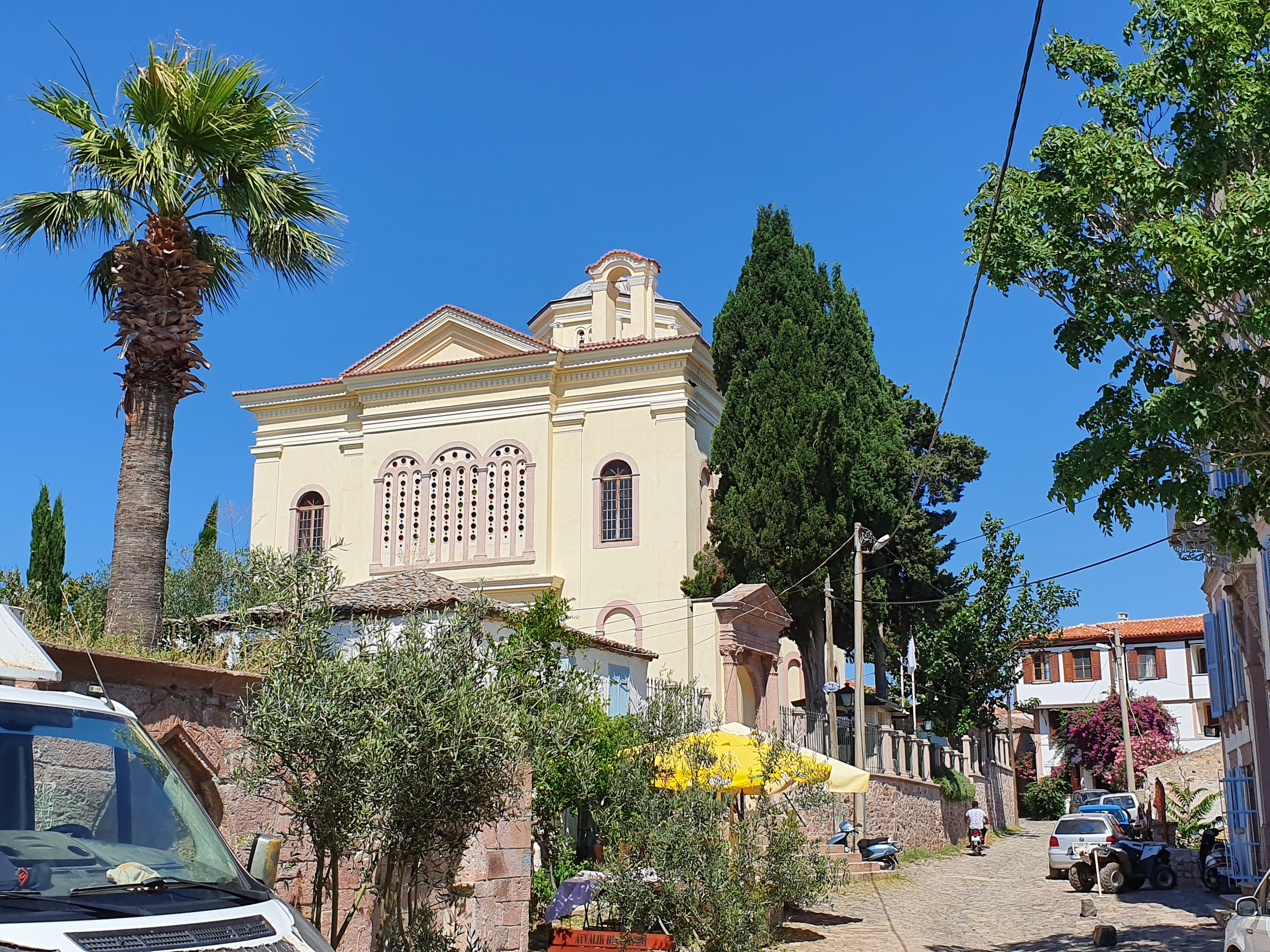
L'église des Taxiarques
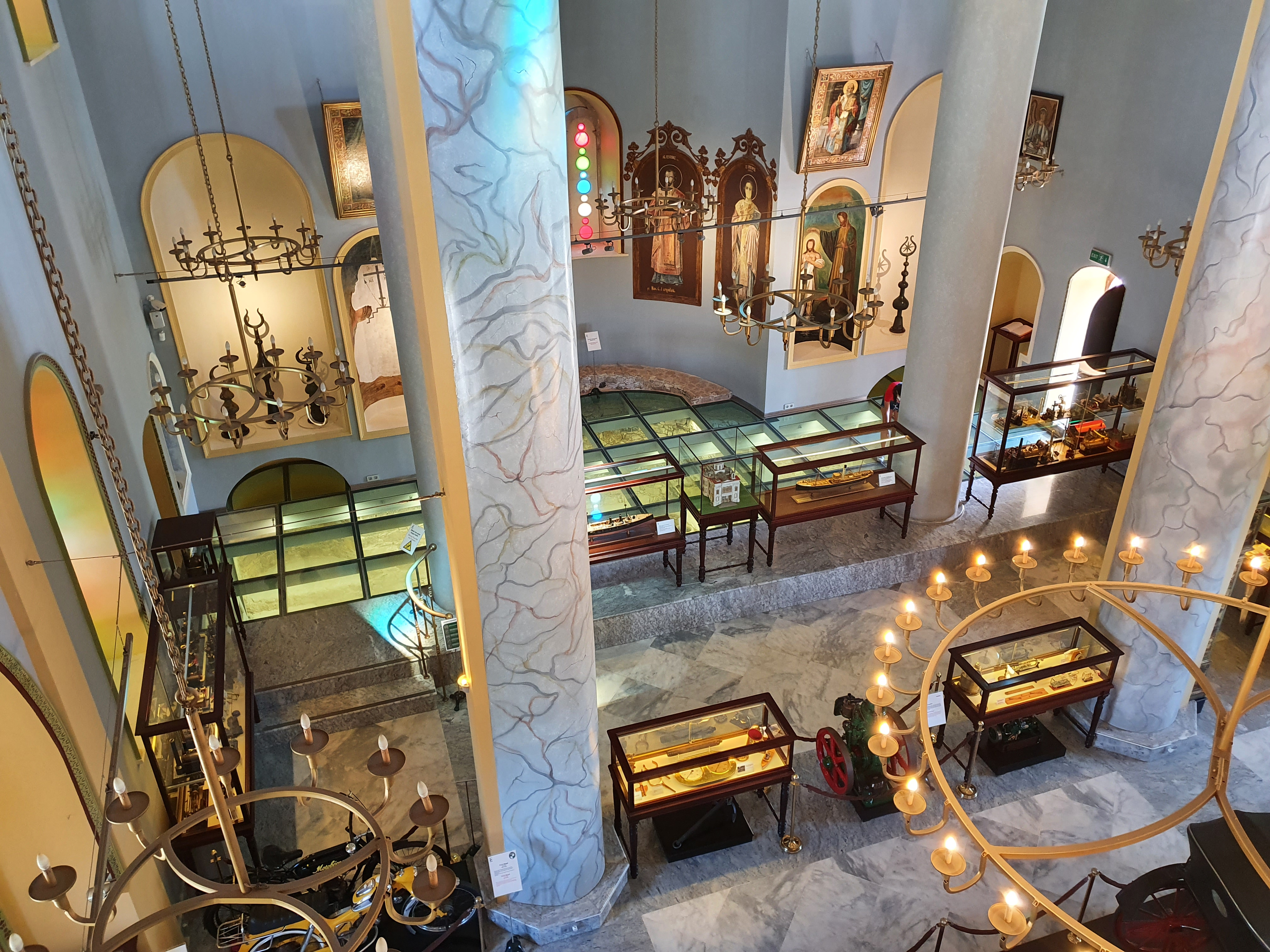
Intérieur de l'église